# Ptice
Ptice (lat. aves) su razred dvonožnih, toplokrvnih kralježnjaka koji polažu jaja. Ptice su tijekom jure evoluirale od dinosaura podreda Theropoda, a najranija poznata ptica iz kasne jure je Archaeopteryx. Veličinom variraju od sitnih kolibrića do krupnih nojeva. Postoji između 9 i 10 tisuća poznatih vrsta ptica i najraznovrsniji su razred među kopnenim kralježnjacima (Teropoda).
Današnje ptice odlikuju perje, kljun bez zuba, polaganje jaja s čvrstom ljuskom, visoka stopa metabolizma, srce s dvjema klijetkama i dvjema pretklijetkama, te lagan ali jak kostur. Mnoge ptice imaju prednje udove razvijene kao krila kojima mogu letjeti, iako su nojevke i nekoliko drugih, poglavito endemskih otočnih vrsta, izgubile tu sposobnost.
Mnoge ptičje vrste svake godine kreću na selidbe u udaljene krajeve, a još više ih poduzima migracije koje su kraće i manje redovne. Ptice su društvene životinje i komuniciraju vizualnim signalima, glasovnim pozivima i pjevanjem, sudjeluju u društvenom ponašanju što uključuje zajednički lov, pomoć pri odgajanju podmlatka i ponašanje karakteristično za jato. Neke vrste ptica su isključivo monogamne, druge prvenstveno monogamne uz povremeno parenje s drugim jedinkama. Druge vrste su poligamne ili poliandrične. Jaja obično polažu u gnijezdima gdje se ona inkubiraju, i većina ptica produljeno vrijeme provodi u podizanju mladih nakon izlijeganja.
Ljudi iskorištavaju ptice kao važan izvor hrane kroz lov i peradarstvo. Neke vrste, poglavito pjevice i papige omiljene su kao kućni ljubimci. Ptice su istaknuto zastupljene u svim pogledima ljudske kulture, od religije, poezije do popularne glazbe. Oko 120 do 130 ptičjih vrsta izumrlo je kao rezultat ljudskog djelovanja od 1600. godine, a prije toga još i više. Danas mnogim vrstama ptica prijeti izumiranje i zbog različitih ljudskih aktivnosti, pa se ulažu napori kako bi ih se zaštitilo.

## Evolucija i sistematika
Prvu klasifikaciju ptica napravili su Francis Willughby i John Ray u svojoj knjizi iz 1676. naslova Ornithologiae. Taj rad je, iako manje preoblikovan, bio osnova za današnji klasifikacijski sustav kojega je prvi osmislio Carl Linné 1758.
Ptice su u Linnéovoj sistematici kategorizirane kao razred Aves. Kladistika njihov razred uvrštava u takson dinosaura Theropoda. Prema trenutnom konsenzusu, Aves i sestrinska skupina red Crocodylia zajedno čine zaostale članove taksona gmazova Archosauria. U kladistici se uobičajeno definiraju kao potomci najkasnijeg zajedničkog pretka današnjih ptica, Archaeopteryx litographica. Archaeopteryx iz kimeridžija, jednog od razdoblja kasne jure (prije oko 155 do 150 milijuna godina), po ovoj definiciji je najranija poznata ptica. Drugi ih definiraju tako da uključuju samo današnje ptičje skupine ne uzimajući u obzir fosilne ostatke, dijelom kako bi se izbjegle nesigurnosti oko smještanja Archaeopteryxa u odnosu na životinje za koje se pretpostavlja da su dinosauri taksona Theropoda. 
Današnje ptice dijele se na dva nadreda: Paleognathae (većinom ptice koje ne lete, kao npr. nojevi), i izrazito raznolike Neognathae, skupina u kojoj se nalaze sve ostale ptice. Ovisno o taksonomskom gledištu, primjeri navedenog broja vrsta variraju između 8,8 i 10,2 tisuća poznatih živućih ptičjih vrsta na svijetu.

### Uporaba pojma
Ovaj članak koristi pojam "ptica" za naznačavanje životinja članova razreda Aves, uključujući i Archaeopteryxa, ali se prvenstveno bavi živućim pticama koje su sve Neornithes i tako neupitno dio razreda Aves. U popularnoj znanosti pojam "ptica" često se koristi neformalno, označavajući bilo kojeg teropoda s perjem i krilima, tako da se u tisku životinjske vrste kao što su Microraptor i Rahonavis ponekad mogu nazivati pticama iako ih većina znanstvenika, utemeljeno na trenutnim dokazima, ne bi smatrala dijelom razreda Aves.

### Dinosauri i porijeklo ptica
Postoji znatna količina dokaza da su se ptice razvile iz dinosaura teropoda, što uključuje skupinu Maniraptora, što između ostalih uključuje porodice Dromaeosauridae i Oviraptoridae. Kako se otkriva još neptičjih teropoda koji su s njima blisko povezani, prethodno jasna razlika između ptica i neptica sve je teže odrediva. Nedavna otkrića u Liaoningu, sjeveroistočnoj pokrajini NR Kine,  pokazuju da su mnogi manji dinosauri teropodi imali perje, tome doprinose.
Fosil prvotne ptice Archaeopteryx iz jure, pronađen u kasnom 19. stoljeću, poznat je kao jedna od pronađenih nedostajućih karika koja podržava teoriju evolucije, iako ga se ne smatra izravnim pretkom današnjih ptica. Druga rana vrsta ptice je Confuciusornis koja je živjela u ranom razdoblju krede. Obje vjerojatno po starosti pretječe Protoavis texensis, iako isprekidanost njenog fosila ostavlja znatne sumnje u to je li u pitanju ptičji predak. Druge ptice mezozoika uključuju skupine Enantiornithes, Yanornis, Ichthyornis, Gansus, te Hesperornithiformes, skupinu neletećih vodenih ptica koje nalikuju gnjurcima i plijenorima.
Moguće je da su dromeosauridi Cryptovolans i Microraptor bili sposobni letjeti na sličan ili bolji način od Archaeopteryxa. Cryptovolans je u svojoj građi imao greben, kost koja služi kao uporište za mišiće krila. Po tom kriteriju, Cryptovolans je prije "ptica" nego Archaeopteryx kojemu neka od ovih obilježja današnjih ptica nedostaju. Zbog toga neki paleontolozi smatraju vjerojatnim da su zapravo dromeosauri prvotne ptice i da veći dio članova te porodice sekundarno nije sposoban letjeti, tj. da su se dromeosauri razvili iz ptica a ne obrnuto. Dokazi za ovu tezu trenutno nisu dovoljno uvjerljivi jer odnos između najnaprednijih dinosaura maniraptora i najprimitivnijih pravih ptica još nije shvaćen.
Iako dinosauri nadreda Ornithischia (zdjelicom nalik na današnje ptice) imaju istu građu kukova kao ptice, oni su zapravo nastali od dinosaura nadreda Saurischia (zdjelice nalik gušterima) i tako neovisno naslijedile anatomiju kukova. U stvari je ptičja građa zglobova po treći put razvijena unutar posebne skupine teropoda Therizinosauridae. Alternativna teorija o dinosaurskom podrijetlu ptica koju promiče nekoliko znanstvenika (najznačajniji su Larry Martin i Alan Feduccia), tvrdi kako su ptice (uključujući i dinosaure skupine maniraptora) evoluirale od ranih arhosaura kao što je Longisquama. Tu teoriju osporava većina drugih znanstvenika u paleontologiji, kao i stručnjaci za razvoj i evoluciju perja.

### Zemljopisno širenje današnjih ptica
Današnje ptice klasificiraju se u skupinu Neornithes, za koje je poznato da su evoluirale krajem krede. Dalje se dijele na Paleognathae i Neognathae. Skupina Paleognathae uključuje tinamuovke Srednje i Južne Amerike kao i nojevke. Nojevke su krupne ptice koje ne lete i uključuju nojeve, kazuare, kivije i emue (iako neki znanstvenici sumnjaju da nojevke predstavljaju umjetnu grupaciju ptica koje su neovisno izgubile sposobnost letenja kroz niz nepovezanih evolucijskih tijekova). Prvo odstupanje od ostatka skupine Neognathes predstavlja nadred Galloanseri u kojemu su redovi patkarica (Anseriformes; patke, guske i labudovi) i kokoški (Galliformes; fazani, tetrijebi i srodnici). Evolucijsko razdvajanje od ostatka skupine Neognathes dogodilo se prije nestanka dinosaura, ali postoje različita mišljenja o tome je li se širenje preostalih vrsta skupine Neognathes dogodilo prije ili poslije toga. Ovo neslaganje dijelom je prouzročeno odstupanjem između različitih dokaza, pri čemu molekularno određivanje starosti sugerira širenje u doba krede, dok fosilni ostaci podržavaju širenje u tercijaru. Pokušaji usklađivanja ovih dvaju dokaza pokazali su se kontroverznima.
Klasifikacija ptica vrlo je prijeporna tema. Djelo Phylogeny and Classification of Birds (Filogeneza i klasifikacija ptica) iz 1990. Sibleyja i Ahlquista među najvažnijima je u tom području iako se o njemu često raspravlja i neprestano se preispituje. Znatna prevaga kada su u pitanju dokazi sugerira kako današnje ptice čine precizne taksone. No znanstvenici se ne slažu o odnosima između njihovih redova; dokazi iz anatomije današnjih ptica, fosila i DNK pomogli su u rješavanju problema ali do čvrstog konsenzusa još nije došlo. Noviji molekularni i fosilni dokazi pružaju sve jasniju predodžbu evolucije redova današnjih ptica.

### Redovi ptica
Ovo je popis taksonomskih redova u podrazredu Neornithes, tj. današnjih ptica.
PODRAZRED NEORNITHES

Paleognathae:
- Nojevke (Struthioniformes) - nojevi, emui, kiviji i srodnici
- Tinamuovke (Tinamiformes)

Neognathae:
- Bubnjavke (Procellariiformes) - albatrosi i srodnici
- Bucerotiformes
- Djetlovke (Piciformes)
- Gnjurci (Podicipediformes)
- Golupčarke (Columbiformes) - golubovi i grlice
- Jastrebovke Accipitriformes
- Kokoške (Galliformes) - perad
- Kormorani Suliformes.
- Kukavice (Cuculiformes)
- Mišjakinje (Coliiformes)
- Močvarice ili šljukarice (Charadriiformes) - galebovi, kokoškice i srodnici
- Modrivrane (Coraciiformes)
- Musophagiformes,
- Papigašice (Psittaciformes)
- Patkarice (Anseriformes)
- Pelikanke (Pelecaniformes)
- Phaethontiformes  s porodicom Phaethontidae.[9] Neki ovaj red svrstavaju u red Pelecaniformes[10]
- Pingvinke (Sphenisciformes)
- Plamenci (Phoenicopteriformes)
- Plijenori (Gaviiformes)
- Pteroclidiformes
- Rodarice (Ciconiiformes)
- Sadže (Pteroclidiformes)
- Sokolovke (Falconiformes) - sokolovi, orlovi,
- Sovovke (Strigiformes)
- Srpokrilke (Apodiformes)
- Širokljunke (Caprimulgiformes)
- Trogoni (Trogoniformes)
- Vrapčarke (Passeriformes)
- Ždralovke (Gruiformes)

Popis taksonomskih redova u razredu Aves prema tradicionalnoj klasifikaciji (tzv. Clementsov poredak; posve različiti tip podjele na temelju molekularnih istraživanja, "Sibleyjev poredak", je još u fazi potvrde od strane znanstvene zajednice). Taj poredak znatno je utjecao na promišljanje u sistematici u kojima je skupina kokoški zaprimila sve čvršće dokaze o svom ptičjem podrijetlu molekularnim, fosilnim i anatomskim dokazima. S povećanjem kvalitete dokaza do 2006. godine, postalo je moguće provjeriti veće prijedloge u sistematici Sibley-Ahlquista, s povoljnim rezultatima, pogotovo u skupinama Charadriiformes, Gruiformes ili Caprimulgiformes.
Raznolik broj izumrlih ptičjih taksona postojao je u eri mezozoika bez danas postojećih potomaka. To uključuje skupine Confuciusornis, zubate morske ptice kao što su Hesperornithes i Ichthyornithes, kao i raznolik podrazred Enantiornithes ("suprotne ptice").

#### Porodice po redovima
- Archaeopterygiformes
  - Archaeopterygidae †
- Yandangornithiformes
  - Yandangornithidae †
- Confuciusornithiformes
  - Confuciusornithidae †
- Omnivoropterygiformes
  - Omnivoropterygidae †
- Mystiornithiformes
  - Avisauridae †
  - Cuspirostrisornithidae †
  - Mystiornithidae †
- Cathayornithiformes
  - Cathayornithidae †
  - Alethoalaornithidae †
- Gobipterygiformes
  - Gobipterygidae †
- Enantiornithiformes
  - Zhyraornithidae †
  - Enantiornithidae †
  - Bohaiornithidae †
- Liaoningornithiformes
  - Liaoningornithidae †
- Alexornithiformes
  - Catenoleimus †
  - Alexornithidae †
- Longipterygiformes
  - Longipterygidae †
- Incertae sedis
  - Hongshanornithidae †
- Chaoyangiaformes
  - Chaoyangidae †
  - Songlingornithidae †
- Patagopterygiformes
  - Alamitornis †
  - Patagopterygidae †
- Ambiortiformes
  - Apsaravis †
- Yanornithiformes
  - Yixianornis †
  - Tianyuornis
  - Yanornithidae †
- Gansuiformes
  - Gansuidae †
- Sandcoleiformes
  - Sandcoleidae †
- Ichthyornithiformes
  - Ambiortidae †
  - Ichthyornithidae †
- Apatornithiformes
  - Apatornithidae †
- Hesperornithiformes
  - Potamornis †
  - Hesperornithidae †
  - Baptornithidae †
  - Brodavidae †
  - Enaliornithidae †
- Remiornithiformes
  - Remiornithidae †
- Aepyornithiformes
  - Aepyornithidae †
- Lithornithiformes
  - Lithornithidae †
- Incertae sedis
  - Eleutherornithidae †
- Struthioniformes
  - Struthionidae
- Rheiformes
  - Opisthodactylidae †
  - Rheidae
- Tinamiformes
  - Tinamidae
- Apterygiformes
  - Apterygidae
- Casuariiformes
  - Casuariidae
  - Dromornithidae †
- Dinornithiformes
  - Dinornithidae †
  - Emeidae †
- Anseriformes
  - Vegavis
  - Petropluvialis
  - Romainvillia
  - Palaeopapia †
  - Paracygnopterus
  - Presbyornithidae †
  - Agnopterus †
  - Proherodius †
  - Anhimidae
  - Anseranatidae
  - Anatidae
  - Paranyrocidae
- Pangalliformes
  - Austinornis †
  - Gallinuloididae †
  - Paraortygidae †
  - Quercymegapodiidae †
- Galliformes
  - Amitabha
  - Archaealectrornis
  - Archaeophasianus
  - Palaealectoris
  - Palaeoalectoris
  - Shandongornis
  - Taoperdix
  - Namaortyx
  - Megapodiidae
  - Cracidae
  - Numididae
  - Odontophoridae
  - Phasianidae
  - Paraortygidae
- Incertae sedis
  - Archaeotrogonidae †
  - Eremopezidae †
  - Foratidae †
  - Fluvioviridavidae †
- Anomalogonatae
  - Gracilitarsidae †
- Phoenicopteriformes
  - Phoenicopteridae
  - Palaelodidae
  - Scaniornithidae †
- Podicipediformes
  - Podicipedidae
- Columbiformes
  - Columbidae
- Pteroclidiformes
  - Pteroclidae
- Mesitornithiformes
  - Mesitornithidae
- Eurypygiformes
  - Eurypygidae
  - Rhynochetidae
- Phaethontiformes
  - Phaethontidae
- Caprimulgiformes
  - Protocypselomorphus
  - Steatornithidae
  - Podargidae
  - Nyctibiidae
  - Caprimulgidae
  - Aegothelidae
- Apodiformes
  - Apodidae
  - Trochilidae
  - Jungornithidae †
  - Laputavis †
  - Aegialornithidae †
- Opisthocomiformes
  - Opisthocomidae
- Cuculiformes
  - Cuculidae
- Diatrymiformes
  - Gastornithidae †
- Gruiformes
  - Rupelrallus
  - Asiavis
  - Aptornithidae †
  - Gradiornis
  - Itaboravis
  - Lavocatavis
  - Phorusrhacidae †
  - Ameghinornithidae †
  - Cunampaiidae †
  - Bathornithidae †
  - Idiornithidae †
  - Apterornithidae †
  - Messelornithidae †
  - Salmilidae †
  - Rallidae
  - Sarothruridae
  - Heliornithidae
  - Psophiidae
  - Eogruidae †
  - Ergilornithidae †
  - Aramidae
  - Gruidae
  - Geranoididae †
  - Parvigruidae †
- Otidiformes
  - Otididae
- Musophagiformes
  - Musophagidae
- Gaviiformes
  - Gaviidae
- Sphenisciformes
  - Waimanu
  - Perudyptes
  - Icadyptes
  - Inkayacu
  - Kairuku
  - Platydyptes
  - Spheniscidae
- Procellariiformes
  - Lonchodytes
  - Primodroma
  - Oceanitidae
  - Diomedeidae
  - Hydrobatidae
  - Procellariidae
  - Tytthostonychidae †
  - Diomedeoididae †
- Pelecaniformes
  - Proplegadis
  - Torotix
  - Ciconiidae
  - Pelecanidae
  - Scopidae
  - Balaenicipitidae
  - Ardeidae
  - Threskiornithidae
  - Fregatidae
  - Sulidae
  - Phalacrocoracidae
  - Anhingidae
  - Prophaethontidae †
  - Plotopteridae †
  - Xenerodiopidae †
  - Teratornithidae †
  - Pelagornithidae †
  - Cladornithidae †
- Charadriiformes
  - Boutersema
  - Elorius
  - Morsoravis
  - Sarjeantopodus
  - Burhinidae
  - Chionidae
  - Chionidae
  - Pluvianidae
  - Haematopodidae
  - Recurvirostridae
  - Charadriidae
  - Pedionomidae
  - Thinocoridae
  - Rostratulidae
  - Jacanidae
  - Scolopacidae
  - Turnicidae
  - Dromadidae
  - Glareolidae
  - Divisulcus
  - Alcidae
  - Stercorariidae
  - Laridae
  - Cimolopterygidae †
  - Graculavidae †
- Accipitriformes
  - Cathartidae
  - Sagittariidae
  - Pandionidae
  - Accipitridae
  - Horusornis †
- Strigiformes
  - Protostrigidae †
  - Ogygoptyngidae †
  - Palaeoglaugidae †
  - Sophiornithidae †
  - Heterostrigidae †
  - Tytonidae
  - Strigidae
- Coliiformes
  - Eocolius
  - Necrornis
  - Palaeospiza
  - Coliidae
- Leptosomiformes
  - Leptosomidae
- Trogoniformes
  - Trogonidae
- Bucerotiformes
  - Bucerotidae
  - Upupidae
  - Phoeniculidae
- Piciformes
  - Galbulidae
  - Bucconidae
  - Rupelramphastoides
  - Indicatoridae
  - Picidae
  - Ramphastidae
  - Miopiconidae
  - Picavidae
- Coraciiformes
  - Quasisyndactylus
  - Cryptornis
  - Parvicuculus
  - Paracoracias
  - Meropidae
  - Coraciidae
  - Brachypteraciidae
  - Todidae
  - Momotidae
  - Messelirrisoridae †
  - Alcedinidae
  - Halcyornis †
  - Cyrilavis †
  - Sylphornithidae †
  - Eocoraciidae †
  - Geranopteridae †
  - Primobucconidae †
- Anomalogonatae
  - Zygodactylidae †
- Cariamiformes
  - Cariamidae

- Falconiformes
  - Masillaraptor
  - Falconidae
- Psittaciformes
  - Mopsitta
  - Serudaptus
  - Namapsitta
  - Psittacopes †
  - Quercypsittidae †
  - Messelasturidae †
  - Strigopidae
  - Cacatuidae
  - Psittacidae
  - Psittaculidae
  - Pseudasturidae
  - Vastanavidae
- Passeriformes
  - Certhiops
  - Palaeostruthus
  - Resoviaornis
  - Wieslochia
  - Palaeoscinidae
  - Acanthisittidae
  - Pittidae
  - Eurylaimidae
  - Philepittidae
  - Calyptomenidae
  - Sapayoidae
  - Pipridae
  - Cotingidae
  - Oxyruncidae
  - Onychorhynchidae
  - Tityridae
  - Platyrinchidae
  - Pipritidae
  - Tachurididae
  - Pipromorphidae
  - Tyrannidae
  - Thamnophilidae
  - Melanopareiidae
  - Conopophagidae
  - Grallariidae
  - Rhinocryptidae
  - Formicariidae
  - Scleruridae
  - Dendrocolaptidae
  - Furnariidae
  - Menuridae
  - Atrichornithidae
  - Ptilonorhynchidae
  - Climacteridae
  - Maluridae
  - Dasyornithidae
  - Meliphagidae
  - Pardalotidae
  - Acanthizidae
  - Orthonychidae
  - Pomatostomidae
  - Melanocharitidae
  - Cnemophilidae
  - Callaeidae
  - Notiomystidae
  - Mohouidae
  - Neosittidae
  - Campephagidae
  - Cinclosomatidae
  - Pachycephalidae
  - Falcunculidae
  - Oreoicidae
  - Psophodidae
  - Eulacestomatidae
  - Paramythiidae
  - Vireonidae
  - Oriolidae
  - Rhagologidae
  - Machaerirhynchidae
  - Artamidae
  - Platysteiridae
  - Vangidae
  - Pityriasidae
  - Aegithinidae
  - Malaconotidae
  - Dicruridae
  - Rhipiduridae
  - Laniidae
  - Corvidae
  - Monarchidae
  - Corcoracidae
  - Melampittidae
  - Ifritidae
  - Paradisaeidae
  - Eupetidae
  - Petroicidae
  - Promeropidae
  - Dicaeidae
  - Nectariniidae
  - Irenidae
  - Urocynchramidae
  - Prunellidae
  - Peucedramidae
  - Ploceidae
  - Estrildidae
  - Viduidae
  - Passeridae
  - Motacillidae
  - Fringillidae
  - Calcariidae
  - Rhodinocichlidae
  - Emberizidae
  - Passerellidae
  - Phaenicophilidae
  - Zeledoniidae
  - Parulidae
  - Icteridae
  - Calyptophilidae
  - Mitrospingidae
  - Cardinalidae
  - Thraupidae
  - Hyliotidae
  - Stenostiridae
  - Paridae
  - Remizidae
  - Nicatoridae
  - Alaudidae
  - Panuridae
  - Macrosphenidae
  - Cisticolidae
  - Locustellidae
  - Donacobiidae
  - Bernieridae
  - Acrocephalidae
  - Pnoepygidae
  - Hirundinidae
  - Pycnonotidae
  - Phylloscopidae
  - Scotocercidae
  - Aegithalidae
  - Sylviidae
  - Zosteropidae
  - Timaliidae
  - Pellorneidae
  - Leiothrichidae
  - Regulidae
  - Dulidae
  - Bombycillidae
  - Hypocoliidae
  - Ptiliogonatidae
  - Mohoidae
  - Certhiidae
  - Sittidae
  - Troglodytidae
  - Polioptilidae
  - Buphagidae
  - Mimidae
  - Sturnidae
  - Cinclidae
  - Muscicapidae
  - Turdidae

## Raširenost
Ptice se razmnožavaju na svih sedam kontinenata a najviša bioraznolikost im je u tropskim područjima; tome su razlog veća specijacija u tropskim regijama ili veća stopa izumiranja u područjima više zemljopisne širine. Ptice su sposobne živjeti i hraniti se u većini kopnenih staništa, na jugu dosežući 440 kilometara u unutrašnjost Antarktike, gdje se nalaze kolonije bijelih zovoja (Pagodroma nivea). Nekoliko porodica ptica prilagodile su se životu na oceanu i u njemu: neke morske vrste ptica dolaze na obalu samo radi razmnožavanja, a zabilježeno je da su neke pingvinke ronile u dubine i do 300 metara. Mnoge vrste ustanovile su kolonije za razmnožavanje u područjima u koja su ih doveli ljudi, ponekad namjerno, kao što je obični fazan (Phasianus colchicus torquatus) iz Kine koji je po svijetu umjetno raširen kao lovna ptica. Druge su ljudi proširili nenamjerno kao npr. kaluđerice  (Myiopsitta monachus), papige koje su bijegom iz zatočeništva ustanovile kolonije oko većih sjevernoameričkih gradova.
 Slična pojava zabilježena je i u odnosno oko velikih europskih gradova.

## Anatomija
U usporedbi s drugim kralježnjacima, ptice imaju oblik tijela koji pokazuje mnoge neobične prilagodbe, većinom za olakšavanje letenja.
Kostur se sastoji od kostiju koje su vrlo lagane. One imaju velike šupljine ispunjene zrakom koje su povezane s dišnim sustavom. Kosti lubanje su sjedinjene i nemaju šavove. Očne šupljine su velike i odvojene od koštanog septuma. Kralježnica je podijeljena na vratni, prsni, slabinski i repni dio gdje su vratni pršljeni vrlo varijabilni i posebno elastični, dok je pokretljivost ograničena među stražnjim prsnim kralješcima, a niže od toga nikakva. Posljednjih nekoliko pršljena spojeno je sa zdjelicom i u bedrenom predjelu tvore čvrst koštani štit (synsacrum). Rebra su spljoštena, a greben je osim kod ptica koje ne lete, prilagođen za letne mišiće koji su na njega pričvršćeni. Prednji udovi preoblikovani su u krila. Za razliku od sisavaca, ptice ne uriniraju. Njihovi bubrezi pročišćavaju krvotok od dušičnih otpadnih tvari, ali ih ne izbacuju iz tijela kao ureu rastopljenu u urinu, nego kao mokraćnu kiselinu. 
One također luče kreatin, prije nego kreatinin kao sisavci. Mokraćna kiselina teško je topljiva u vodi tako da iz tijela izlazi kao bijela kaša. Ta tvar, kao i sadržaj crijeva, izlazi iz ptičje kloake. Kloaka je višenamjenski otvor: kroz njega ptice izbacuju otpadne tvari, pare se njihovim spajanjem, te kroz njega nesu jaja. Uz to, mnoge ptičje vrste preživaju neprobavljenu hranu koju tako izbace.
Ptičji dišni sustav jedan je od najkompleksnijih među svim životinjskim skupinama. Kada ptica udahne, 75% svježeg zraka prolazi kroz pluća i teče izravno u stražnju zračnu vrećicu koja se proteže od pluća i povezuje zračne komore u kostima i puni ih zrakom. Kada ptica izdahne, uporabljeni zrak teče izvan pluća i zrak pohranjen u stražnjoj zračnoj vrećici istovremeno u njih ulazi. Tako ptičja pluća imaju stalnu opskrbu svježim zrakom i tijekom udisanja i izdisanja.
Ptice proizvode zvuk uspomoć siringe, mišićnog organa koji se sastoji od komore s nekoliko membrana nalik bubnjićima koji se nalazi na nižem kraju dušnika, gdje se račva. Ptičje srce ima dvije klijetke i dvije pretklijetke, iz njega u desnom luku izlazi aorta koja iz srca stanicama doprema oksigeniziranu krv (kod sisavaca je u pitanju lijevi luk). Vena postcava zaprima krv iz udova preko bubrežnog prijenosnog sustava. Crvene krvne stanice, za razliku od onih u sisavaca, u sebi imaju staničnu jezgru.
Probavni sustav ptica je jedinstven, s organima kao što je volja za spremanje progutane hrane i mišićnim želucem koji zbog nedostatka zuba često sadrži progutane kamenčiće, koji služe za mljevenje hrane. Većinom je visoko prilagođen brzom probavljanju i olakšanom letu. Neke ptice selice imaju i sposobnost smanjivanja dijelova crijeva prije selidbe.
Živčani sustav je velik s obzirom na veličinu ptice. Najrazvijeniji dio mozga je onaj koji kontrolira radnje vezane uz let, dok mali mozak koordinira pokrete, veliki mozak ponašanje, navigaciju, parenje i izgradnju gnijezda. Oči ptica razvijene su za polijetanje, uočavanje, lov i prehranu. Ptice s očima na bočnim stranama glave imaju širok vidokrug, dok ptice s oba oka usmjerena prema naprijed, kao npr. sove, posjeduju stereoskopski vid pa mogu procijeniti udaljenost. Većina ptica ima slab osjet mirisa, uz važne iznimke kao što su kiviji, strvinari i bubnjavke. Vid ptica je obično iznimno visoko razvijen. Vodene ptice imaju posebne fleksibilne leće koje im omogućavaju prilagodbu vizualnim prilikama u vodi i zraku. Neke vrste imaju i dvostruku foveu (točka najoštrijeg vida). Ptičja mrežnica ima cirkulaciju u obliku lepeze koja se zove pecten. Ptičje uho nema vanjsku ušnu školjku, ali je pokriveno perjem. U unutrašnjem uhu nalazi se puž, ali on nije spiralnog oblika kao u sisavaca.
Neke ptice koriste kemijske tvari kao obranu od predatora. Tako određene vrste iz reda bubnjavki na agresore izbacuju neugodno želučano ulje, a neke vrste iz roda Pitohui s Nove Gvineje preko kože i perja izlučuju snažan neurotoksin.

### Perje
Najuočljivija karakteristika koja ptice ističe među ostalim živim bićima je pokrivenost perjem. Perje je epidermalni izrast pričvršćen za kožu koji ima nekoliko funkcija: pomaže u održavanju tjelesne topline štiteći pticu od hladnog vremena i vode, neophodno je za letenje, a također služi za davanje signala, kamuflažu i pokazivanje. Postoji nekoliko tipova perja od kojih svaki ima posebnu zadaću. Perje zahtijeva održavanje i ptice ga svojim kljunovima svakodnevno čiste i uređuju, uklanjajući strana tjelešca i nanoseći sloj voštane izlučevine iz specijalizirane žlijezde koji pomaže u održanju savitljivosti, a također ima i ulogu zaštite protiv mikroba, čime se zaustavljaju bakterije koje uzrokuju raspadanje perja. Taj proces može biti potpomognut i trljanjem perja tijelima insekata koji luče mravlju kiselinu, što je vrlo čest način kojim ptice uklanjaju parazite iz perja. Perje se redovito mitari.

### Let
Let je značajka većine ptica i po njemu se, osim od netopira i izumrlih dinosaura, razlikuju od svih ostalih kralježnjaka. Kao glavni način kretanja, let pticama koristi za parenje, prehranu, te izbjegavanje i bijeg od grabežljivaca. Ptice imaju razne prilagodbe za letenje, uključujući lagan kostur, dva velika mišića za let, prsni mišić (pectoralis, koji čini oko 15% ukupne tjelesne mase) zajedno sa susjednim mišićem supercoracoideus, te modificirani udovi (krila s aeroprofilom). Oblik krila i veličina ptice prvenstveno određuju tip letenja za koji je ptičja vrsta sposobna. Mnoge ptice kombiniraju mahanje krilima i jedrenje koja zahtijeva manji utrošak energije. Oko 40 postojećih vrsta ptica nema sposobnost letenja, kao i mnoge izumrle ptice. Nedostatak sposobnosti leta obično nastaje na izoliranim otocima. Razlog tome je prednost neletenja, jer je tako smanjena opasnost da pticu u letu vjetrovi odnesu na otvoreno more. Pingvini, iako ne lete, koriste slično mišićje i pokrete kako bi "letjeli" kroz vodu, kao i vrste porodica njorki (Alcidae), vodeni kosovi (Cinclidae), i zovoji (Procellariidae).

## Ponašanje
Većina ptica aktivno je danju, a odmara se noću, no neke kao što su vrste sova i leganja (Caprimulgidae) su noćne ptice, ili pak najaktivnije u vrijeme sumraka. Vrste podreda pravih ptica močvarica (Charadrii) hrane se kada je povoljna plima, bilo noću ili danju.

### Prehrana i način prehrane
Ptice se hrane raznolikim stvarima, od biljnog nektara, voća biljaka, sjemenja, strvine, i raznih vrsta malih životinja, uključujući i druge ptice. itd. Budući da nemaju zuba, njihov probavni sustav je posebno prilagođen za obradu neusitnjene hrane koju obično gutaju u komadu.
Razne strategije hranidbe koriste sve ptice. Sakupljanje insekata, beskralježnjaka, voća i sjemenja zajednička je svim ptičjim vrstama. Naglo slijetanje s grana drveća i hvatanje kukaca način je prehrane mnogim pjevicama. Biljnim nektarom hrane se kolibrići (porodica Trochilidae), loriji (potporodica Loriinae), medosasi (porodica Nectariniidae), medojedi (porodica Meliphagidae) i neke druge pjevice imaju prilagođene dugačke četkaste jezike, i u mnogim slučajevima kljunove koji pristaju u suprilagođeno cvijeće.
Lov zračnim poniranjem karakterističan je za sokole i jastrebe, a sličnu strategiju u vodi imaju plijenori, patke potporodice Aythyinae, te pingvini. Ronjenjem love blune, vodomari i čigre. Tri vrste iz roda Pachyptila, plamenci i neke patke kljunovima filtriraju vodu i blato, tako nalazeći hranu. Guske i patke plivalice prvenstveno se hrane ispašom. Neke vrste su i kleptoparaziti, te kradu hranu od ostalih životinja, kao npr. fregate, galebovi, i pomornici. Kleptoparazitizam ne igra bitnu ulogu u ishrani ijedne ptičje vrste, nego je dodatak lovu. Istraživanje o prehrani vrste smeđokrili brzan (Fregata minor) koja krade od vrste bluna Sula dactylatra pokazalo je da na taj način mogu najviše pribaviti 40% hrane koja im je potrebna, te da u prosjeku uspijevaju pribaviti samo 5%. Na kraju, neke ptice hrane se strvinom, kao npr. galebovi i strvinari, a neke su spretne u mnogo načina pribavljanja hrane i nazivaju se ptice generalisti, dok su druge specijalisti, baveći se uglavnom samo jednim načinom prehrane.

### Selidba
Mnoge ptičje vrste migriraju kako bi iskoristile globalne promjene vremena u raznim godišnjim dobima, radi najbolje moguće opskrbe hranom i života u staništu najprikladnijem za razmnožavanje. Ove selidbe razlikuju se između različitih skupina. Mnoge kopnene ptice, šljuke i patke jednom godišnje polaze na duga putovanja, na što ih obično pokreću promjene u duljini dana kao i vremenske prilike. Karakteristično je za vrste koje toplije godišnje doba provode u područjima umjerene ili polarne klime, kao i hladnije doba izvan sezone parenja u tropskim područjima. Prije selidbe, ptice vidno povećavaju rezerve masti u tijelu, te smanjuju veličinu nekih svojih organa. Selidba je energetski iznimno zahtjevna, pogotovo jer ptice moraju prijeći pustinje i oceane bez odmora, vode i hrane.
Kopnene ptice obično imaju doseg od oko 2500 km, a šljuke do 4000 km, iako su crne muljače sposobne preletjeti i do 10,200 km. Morske ptice također idu na duge selidbe, najduže od kojih su one zovoja vrste Puffinus griseus, koji se gnijezde na Novom Zelandu i Čileu, a ljeto na sjevernoj polutci provode hraneći se na sjevernom Pacifiku kod Japana, Aljaske i Kalifornije, što njihov obilazak čini 64,000 km dugim. Druge morske ptice razilaze se nakon parenja i putuju na udaljena mjesta, ali bez čvrsto određene relacije. Albatrosi koji se gnijezde na Južnom oceanu često idu na obilazak polarnog područja tijekom sezone parenja.
Ptice također pokazuju i druge tipove selidbe. Neke vrste polaze na kraća putovanja samo koliko je potrebno za izbjegavanje lošeg vremena ili radi hrane. To uključuje iruptivne vrste (ptice koje su nekih godina uobičajene, a drugih sasvim odsutne). Ovaj tip migracije najčešće se veže uz dostupnost hrane na određenom području. Polarne sove i kugara (Bombycilla garrulus) poduzimaju takve migracije. Visinska selidba je također oblik kraće migracije. Djelomična migracija može biti i najvažniji način selidbenog ponašanja u ptica. Tako je u Australiji otkriveno kako djelomično seli 44% ptica nepjevica i 32% pjevica.  Pri visinskoj selidbi ptice prelaze s viših nadmorskih visina na niže, ili obratno, kada vremenski uvjeti prestanu biti optimalni. Najčešće ju pokreću temperaturne promjene i nakon smanjenja dostupne količine hrane na staništu. Neke vrste mogu biti nomadske, bez stalnog teritorija, i kretati se ovisno o vremenskim prilikama i dostupnosti hrane. Vrste porodice papiga su velikom većinom niti selice, niti stanarice, nego su ili disperzivne, iruptivne, nomadske ili pak sele kratko i neregularno.
Sposobnost ptica da se vrate na točna mjesta nakon prelaženja ogromnih udaljenosti poznato je već neko vrijeme. U pokusu provedenom 1950-ih, mali zovoj (Puffinus puffinus) pušten iz Bostona u Massachusettsu (SAD) vratio se u svoju koloniju u Skomeru u Walesu unutar 13 dana, prelazeći pritom udaljenost od 5,150 km. Ptice za navigaciju koriste raznovrsne metode. Vrste koje sele danju za orijentaciju koriste sunce, a noću zvijezde. Ptice koje koriste sunce tijekom dana prilagođuju njegovo pomicanje na horizontu uspomoć svog biološkog sata. Orijentacija zvjezdanim kompasom ovisi o položaju nekoliko zviježđa koje okružuje Sjevernjaču. Nekim vrstama također pomaže sposobnost osjećanja Zemljinog geomagnetskog polja kroz posebno prilagođene osjetljive fotoreceptore.

### Komunikacija
Ptice komuniciraju prvenstveno vizualnim i zvučnim signalima. Oni mogu biti svojstveni jednoj vrsti, ali i funkcionirati između različitih vrsta. Vizualna komunikacija ima mnogo funkcija i manifestira se perjem i ponašanjem. Perjem ptice ocjenjuju i nameću društvenu dominaciju, pokazuju spolnu zrelost, kao i prijeteći izgled koji oponaša grabežljivca. Njime neke vrste uspješno tjeraju predatore kao što su jastrebovi i zaštićuju podmladak.
Razlike u perju također omogućuju identifikaciju jedinki, pogotovo između različitih vrsta. Vizualna komunikacija uključuje i ritualizirano ponašanje radi pokazivanja agresije ili potčinjenosti, kao i stvaranja odnosa između budućih roditelja. Ovo ponašanje razvija se iz čišćenja i uređivanja perja, kljucanja i slično. Najsloženiji način pokazivanja ptice čine za vrijeme snubljenja, kao npr. plesovi albatrosa, gdje uspješno stvaranje doživotne veze zahtijeva izvođenje jedinstvenog plesa, kao i kod rajskih ptica gdje uspjeh mužjaka u parenju ovisi o kvaliteti prikaza i perja. Mužjaci pokazuju fizičku izdržljivost svojom građom; ženke vrsta iz porodice vrabaca biraju partnere koji imaju bolju sposobnost izgrađivanja gnijezda, dok sjeničarke privlače partnere izgradnjom sjenica koje kite svjetlucavim predmetima.
Uz vizualnu komunikaciju, ptice su poznate po slušnim sposobnostima. Zov, a u nekih vrsta i pjevanje, glavni su način na koji ptice komuniciraju zvukom; iako neke koriste i mehaničke zvukove kao što su puhanje zraka kroz perje (kao što čine šljuke roda Coenocorypha s Novog Zelanda), teritorijalno bubnjanje djetlića. Ptičji zov i pjesme mogu biti vrlo kompleksni; zvukove proizvodi siringa čije obje strane rade neovisno, što može proizvesti dvije pjesme odjednom.
Ptičji zov ima razne namjene od kojih nekoliko njih može biti povezano u jednu pjesmu. Ptice pjevaju kako bi se pokazale kad traže partnera, bilo radi privlačenja ili identifikacije potencijalnih partnera, te u kombinaciji s vizualnom komunikacijom za stvaranje partnerske veze. Koriste se za prisvajanje i održavanje teritorija. Pozivi su također korisni za identifikaciju određenih jedinki, što pomaže roditeljima da nađu svoje potomstvo u natrpanim kolonijama, kao i u ponovnom nalaženju partnera na početku sezone parenja. Pozivima se ptice međusobno upozoravaju na opasnost od grabežljivaca - ovakvi pozivi mogu sadržavati i detaljne i specifične informacije o prirodi opasnosti.

### Razmnožavanje

#### Društveni sustavi
Ogromna većina (95%) ptičjih vrsta su monogamne; iako poliginija (2%) i poliandrija (manje od 1%), poliginandrija (gdje se mužjaci pare s nekoliko ženki, i ženke s nekoliko mužjaka) i promiskuitetni sustavi također pojavljuju. Neke vrste mogu pripadati jednom od ovih sustava samo ovisno o okolnostima. Monogamne vrste stvaraju partnerske veze za sezone parenja; u nekim slučajevima ta veza može potrajati godinama ili čak doživotno.
Prednost monogamije u ptica je briga dvaju roditelja nad potomstvom. U većini životinjskih skupina, muška roditeljska skrb je rijetka, ali u ptica je sasvim uobičajena, i činjenica je da je puno obimnija nego u drugih razreda. Kod ptica, skrb mužjaka može biti važna ili neophodna fizičku kondiciju ženke; kod nekih vrsta ženke ne mogu uspješno podići leglo bez pomoći mužjaka. Poligamni sustavi razmnožavanja nastaju kada su ženke sposobne izvesti legla bez pomoći mužjaka. Katkad postoji raspodjela poslova u monogamnih vrsta, gdje su uloge ležanja na jajima, i obrana gnijezda i teritorija mogu biti zajedničke ili ih se samo prihvaća jedan spol.
Dok je društvena monogamija uobičajena u ptica, nevjernost u obliku izvanparnih odnosa je također učestala. Oni mogu imati oblik prisiljenog odnosa (ili silovanja), kod pataka i ostalih patkarica ili što je puno češće, između dominantnih mužjaka i ženki s manje dominantnim partnerima. Pretpostavlja se da ženke imaju korist primanjem boljih gena kao i osiguranje u slučaju neplodnosti partnera. Mužjaci vrsta koje se pare izvan partnerskog odnosa u paru bavit će se čuvanjem partnera kako bi potvrdili vlastito roditeljstvo potomstva koje će podizati.
Parenje obično uključuje neki oblik udvaranja, koje najčešće obavlja mužjak. Većina je prilično jednostavna i obično uključuje pjevanje. Neki prikazi mogu biti vrlo razrađeni i koristiti metode kao što su udaranje krilima, ples, zračni letovi kao i društveno nadmetanje u svojevrsnim arenama gdje se jedinke po dominantnosti, za partnere nadmeću s ostalima. Ženke se najčešće bave odabirom partnera, iako kod poliandričnih šljuka mužjaci biraju jarko obojene ženke. Snubljenje uređivanjem perja, kljucanjem i hranjenjem obično se izvode između partnera najčešće nakon što su ustanovili svoj odnos i parili se.

#### Teritorij, gniježđenje i inkubacija
Mnoge ptice za sezone parenja aktivno brane teritorij od ostalih jedinki iste vrste. Veći teritoriji brane se kako bi se očuvali izvori hrane za ptiće. Vrste koje nisu u stanju braniti teritorij na kojemu se hrane, kao npr. morske ptice i čiope, umjesto toga pare se u kolonijama; pretpostavlja se da to čine radi obrane od grabežljivaca. Ptice koje se pare i potomstvo dižu u kolonijama obranit će svoje gnjezdište, a nadmetanje za mjesto postavljanja gnijezda unutar i izvan vrste može biti vrlo žestoko.
Sve ptice liježu amniotska jaja s tvrdim ljuskama načinjenim najviše od kalcij karbonata. Boju jaja određuje nekoliko čimbenika: jaja vrsta koje se gnijezde u rupama ili ih pokrivaju zemljom najčešće su blijeda ili bijela, dok su jaja vrsta koje ih ostavljaju na otvorenom, kao vrste iz reda šljukarice Charadriiformes, bojom prilagođena okolišu radi kamuflaže. No ta pravila ne vrijede za sve ptice: jaja leganja leže na tlu, a kamuflažu im pruža pričje perje. Vrste koje su česte žrtve parazitizma u leglu imaju jaja drugačijih boja kako bi imale veći izgled u uočavanju kukavičjeg jaja, dok jaja ženke kukavica trebaju bojom biti slične jajima domaćina kojemu ga podmeću.
Jaja se obično liježu u gnijezdo koje može biti vrlo složeno izgrađena, kao npr. ona koja prave pletilje i ptice roda Psarocolius, ili vrlo primitivne kao gnijezda albatrosa koja nisu ništa drugo nego ogrebotina na tlu. Neke vrste ne prave gnijezda. Npr. vrsta tankokljuna njorka (Uria aalge) polažu jaja na golom kamenu, a carski pingvin jaje drži između tijela i nogu. To je pogotovo često kod vrsta čiji ptići su potrkušci. No većina ptičjih vrsta gradi složena gnijezda koje mogu biti u obliku šalica, kupola, tanjura, brežuljaka ili nasipa. Većina gnijezda sagrađena su u skrovitim mjestima i skrivena radi smanjenja opasnosti od grabežljivaca. Otvorena gnijezda obično grade veće ptice koje su ih sposobne braniti ili ptice koje se gnijezde u kolonijama. Gnijezda su većinom građena od biljnih tvari. Neke vrste biraju specifičnu građu kao što je stolisnik jer on sadrži kemijske tvari koje smanjuju učestalost parazita kao što su grinje, što pospješuje preživljavanje ptića. Gnijezda su obično obrubljena perjem radi boljeg održavanja topline.
Inkubacija, tj. ležanje na jajima, kojom se regulira temperatura optimalna za razvoj ptića obično počinje čim se izleže posljednje jaje. Dužnosti ležanja na jajima partneri u monogamnih vrsta često dijele. U poligamnih vrsta o tome se brine jedan roditelj. To može biti vrlo zahtjevan proces. Npr. odrasli albatros tijekom inkibacije jaja izgubi oko 83 g tjelesne mase dnevno. Kod vrsta porodice kokošina (Megapodiidae), jaja toplinu primaju od sunca, trunućeg bilja ili vulkanskih izvora. Razdoblje inkubacije traje od oko 10 dana (u vrsta kao što su djetlići, kukavice i vrapčarke) do preko 80 dana (albatrosi i kiviji).

#### Roditeljska skrb i podizanje mladunčadi
Ptići nakon rođenja mogu biti bespomoćni ili već neovisni, ili u bilo kojoj fazi između tih dviju krajnosti. Ptići koji se liježu nerazvijeni zovu se čučavci i najčešće se liježu maleni, goli i slijepi. Ptići koji su po rođenju pokretni i s već izraslim perjem nazivaju se potrkušcima. Čučavcima je potrebno održavanje tjelesne temperature i o njima se roditelji trebaju brinuti duže nego o potrkušcima.
Duljina i narav roditeljske skrbi razlikuje se između različitih redova i vrsta. U jednoj krajnosti, roditeljska skrb prestaje odmah po izlijeganju iz jaja (kao kod kokošina), i ptići su odmah sposobni brinuti se o sebi. U drugoj krajnosti, mnoge morske ptice produljeno brinu o mladima. Kod vrste Fregata minor ptićima je potrebno do 6 mjeseci dok ne nauče letjeti, a roditelji ih hrane i do 14 mjeseci nakon toga. U nekih vrsta, skrb o potomstvu dijeli se između oba partnera, dok to u drugih radi samo jedan spol. Kod nekih vrsta, druge jedinke iste vrste će pomagati paru s potomstvom u njihovoj skrbi. Ovi pomagači su obično bliski srodnici kao npr. ptići istog para iz prethodnih sezona parenja. Zajednička skrb prema mladuncima je pogotovo uobičajena kod vrana, ali je zamijećena i kod drugih vrsta kao što su crvenkaska lunja, Acanthisitta chloris, te Gymnorhina tibicen.
Točka u kojoj ptići opernate iznimno se razlikuje kod vrsta. Ptići vrste Synthliboramphus antiquus napuštaju gnijezdo noć nakon izlijeganja, prateći zov roditelja prema moru gdje se odgajaju dalje od kopnenih grabežljivaca. Druge vrste, pogotovo patke, udaljuju svoje ptiće dalje od gnijezda u vrlo ranoj dobi. U većini vrsta ptići napuštaju gnijezdo ubrzo nakon što nauče letjeti, ili malo ranije. Nakon toga, skrb o njima se razlikuje. Ptići albatrosa gnijezdo napuštaju sami i ne primaju nikakvu daljnju skrb, dok druge vrste svoj podmladak dodatno prehranjuju i nakon dozrijevanja. Ptići također mogu pratiti svoje roditelje za vrijeme prve selidbe.

#### Parazitiranje legla
Iako i neki kukci i ribe parazitiraju legla, najveći broj takvih parazita su ptice. To su ptice koje polažu jaja u gnijezdima drugih ptica. Ta jaja vrste domaćini često prihvaćaju i o njima se brinu, često i na račun vlastitog legla. Postoje dvije vrste parazita legla: prisiljeni paraziti koji nisu sposobni podizati vlastito potomstvo moraju polagati jaja u gnijezdima drugih vrsta i neprisiljeni paraziti, koji su sposobni podizati vlastito potomstvo, ali jaja polažu u gnijezdima drugih jedinki iste vrste kako bi povećali rezultat razmnožavanja. Najpoznatiji prisiljeni parazit legla je kukavica, iako od stotinjak vrsta kukavica, samo su četiri prisiljeni paraziti legla. Neki paraziti su prilagođeni tako da se njihova jaja izliježu prije jaja svojih domaćina koje ptić-parazit izgurne iz gnijezda, čime se osigurava da njima pripadne sva hrana donesena u gnijezdo.

## Odnos s ljudima
Ptice su vrlo vidljive i uobičajene životinje i ljudi s njima imaju dug odnos. U nekim slučajevima, taj odnos je mutualističan (uzajamno koristan), kao u primjeru suradničkog odnosa između pticea porodice medovođa (Indicatoridae) koje ljudima urođeničkih plemena pomažu u nalaženju meda, ili komensalističan (jedna strana ima korist, a druga niti korist, niti štetu), kao u slučaju brojnih vrsta koje imaju neizravnu korist od ljudskih djelatnosti. Na primjer, obični golub ili golub pećinar vrlo je raširen u urbanim područjima širom svijeta. No ljudski utjecaj može biti i škodljiv do te mjere da određenim ptičjim vrstama prijeti izumiranje zbog ljudskih aktivnosti.
Ptice također imaju mnogo važnih utjecaja na ljude. Često su one prijenosnici bolesti kao što su psitakoza, salmoneloza, kampilobakterioza, mikobakterioza (ptičja tuberkuloza), ptičja gripa, gvardijaza, i kriptosporidioza. U poljoprivredi i industriji također mogu biti bitan štetnik, kao i iznimno važan izvor hrane i zarade.

### Iskorištavanje
Ptice su ljudima važan izvor hrane. Vrsta koja se najčešće uzgaja u proizvodnji mesa je domaća kokoš, te njena jaja, iako su guske, fazani, purice i patke vrlo često uzgajaju u istu svrhu. Takve ptice koje se uzgajaju kao hrana zovu se skupnim imenom perad. Lov je također važna metoda pribavljanja hrane, što je u prošlosti dovelo i do izumiranja nekoliko ptičjih vrsta. No suvremeni lov daje potrebnu pozornost u izlovu životinjskih vrsta radi sprječavanja opasnog smanjivanja njihove brojnosti.
Osim mesa i jaja, ljudi ptice iskorištavaju za ostale predmete kao što su perje za posteljinu i ukrašavanje, fosfor i dušik koji se koriste u izradi umjetnih gnojiva i baruta proizvodi se i od guana - tvari kojom ptice u Južnoj Americi grade gnijezda.
I druge ptice ljudi već dugo koriste za ispunjavanje nekih zadataka. Sokoli se još koriste u lovu, dok kormorane koriste ribari. Pilići i golubovi omiljeni su u pokusima i često se koriste u istraživanjima u biologiji i komparativnoj psihologiji. Ptice su među najproučavanijim skupinama svih životinjskih grupa. Znanost koja se bavi proučavanjem ptica zove se ornitologija. Stotine akademskih časopisa i tisuće znanstvenika posvećeno je istraživanju ptica, dok se amaterski promatrači ptica broje u milijunima.
Šarene, pogotovo tropske ptice (papige, mine) uzgajaju se u zatočeništvu i drže kao kućni ljubimci, iako je ova praksa dovela do krijumčarenja nekih ugroženih vrsta. Međunarodni sporazum CITES, prihvaćen 1963. bitno je smanjio krijumčarenje ptica koje štiti.
Mnogi kućevlasnici u svojim domovima podižu ptičje kućice ili hranilišta kako bi u svoja dvorišta privukli ptice različitih vrsta. To je postalo višemilijunska industrija, npr. procjenjuje se da 75% kućanstava u Velikoj Britaniji tijekom zime pticama pruža hranu.

### Važnost u religiji, folkloru i kulturi
Ptice su česta pojava u religijama, vjerovanjima i popularnoj kulturi u kojoj ispunjavaju nekoliko uloga. U vjerovanjima služe kao glasnici, svećenici ili vođe pod određenim božanstvima, kao npr. u kultu Uskršnjih otoka gdje Tangata manu (ljudi-ptice) imaju ulogu poglavica, pomagači, kao u slučaju dva gavrana Hugina i Munina koji šapuću vijesti u uši nordijskog boga Odina.
Ptice također služe i kao religijski simboli, golubica kao Jonin simbol u Bibliji sa svim svojim pripisanim značenjima: plahost, pasivnost, žalovanje i ljepota. Ptice same mogu biti deificirane, kao npr. paun kojeg su indijski Dravidi smatrali samom Majkom Zemljom. 
Ptice se ponekad percipiraju i kao čudovišta, kao što je divovska ptica iz perzijskih legendi, rok, kao i legende o Pouākaiju, divovskoj ptici grabljivici koja je sposobna oteti ljude, a utemeljena je na izumrloj vrsti, Haastovom orlu. U nekim dijelovima svijeta na ptice se gleda sa sumnjičavošću i nepovjerenjem. Tako se u dijelovima Afrike za sove smatra da donose nesreću, vještice i smrt.
Ptice su zastupljene u kulturi i umjetnosti od pretpovijesnih vremena. Zajedno s ostalim životinjama prikazane su u ranim spiljskim slikama.  Kasnije su ptice iskorištavane za religijsku umjetnost i simbole. Među najveličanstvenijima je danas izgubljeno paunovo prijestolje mogula i perzijskih careva Indije. S porastom interesa znanosti, mnoge slike ptica naručivane su za knjige o zoologiji, a među najpoznatijim umjetnicima u tom području bio je John James Audubon, čije su slike sjevernoameričkih ptica imale velik komercijalan uspjeh u Europi, i po kojemu je kasnije nazvano američko Nacionalno Audubonovo društvo.
Ptice su također važne u poeziji: Homer je u Odiseju uključio slavuje, a pjesnici od tada često spominju tu vrstu. Odnos između albatrosa i mornara središnja je tema Pjesme staroga mornara Samuela Taylora Coleridgea, koja je imala tolik utjecaj da je proizvela metaforu teškog bremena.
Percepcija pojedinih ptica razlikuje se od kulture do kulture. U nekim dijelovima Afrike, smatra se da sove donose nesreću, u velikom dijelu Europe smatraju se mudrim pticama; u drevnom Egiptu ptičju vrstu pupavca (Upupa epops) smatralo se svetom pticom, u Perziji simbolom kreposti, u većini Europe lopovima, a u Skandinaviji vjesnicima rata.

### Zaštita
Ljudi imaju snažan utjecaj na život mnogih ptičjih vrsta. Ljudske aktivnosti u nekim su slučajevima nekim vrstama omogućili naglo proširenje područja njihovih prirodnih staništa, u drugima su se ona smanjila, a nega su dovela i do izumiranja vrsta. Preko stotinu vrsta ptica izumrlo je u povijesti, a najdramatičnije izumiranje dogodilo se na Tihom oceanu za vrijeme ljudske kolonizacije, kada je nestalo između 750 i 1800 vrsta. Prema Institutu Worldwatch, mnoge ptičje populacije trenutno se smanjuju u cijelom svijetu, s oko 1200 vrsta kojima prijeti izumiranje u idućih sto godina. Najspominjaniji uzrok izumiranja je nestajanje staništa. Druge prijetnje su pretjeran izlov, nesretni slučajevi udara u letjelice, zapinjanje za duge ribarske sajle, zagađenje staništa, nadmetanje i opasnost od grabežljivaca koji su umjetno uvedeni s udaljenih područja, naftne mrlje, pesticidi i promjena klime. Vlade država zajedno s brojnim udrugama za zaštitu rade na zaštiti ptica, bilo kroz zakone kojima ih se štiti, čuvanjem samih staništa ili njihova rekonstrukcija, kao i mjesta za držanje ptica u zatočeništvu dok nisu spremne za puštanje u divljinu. Također je moguće procijeniti ptičje stanište obilježavanjem i elektroničkim praćenjem.

## Galerija zanimljivih fotografija
- Ptice imaju najrazvijeniji vid. Oko sokola simbol je oštrog vida.
- U raširenim krilima ovog američkog jastreba jasno se razabiru vrste krilnog perja.
- Sokol Hor, sin Ozirisov i Izidin, važno je božanstvo drevnog Egipta.
- Roda je omiljena među ljudima i često se smatra da donosi sreću onome na čijoj kući napravi gnijezdo.
- Lastavica, čest primjer za poučavanje o ptičjim migracijama.
- Pingvini su vrlo vješti plivači.
- Bijeli golub simbol je mira.
- Dodo je omiljeni primjer izumrlih vrsta uopće.

## Vanjske poveznice
- Class Aves (birds)
- Species and Family List  Arhivirana inačica izvorne stranice od 25. siječnja 2020. (Wayback Machine)

### Hrvatski jezik
- Udruga BIOM - hrvatski BirdLife predstavnik
- Park prirode i ornitološki rezervat Vransko jezero  Arhivirana inačica izvorne stranice od 14. svibnja 2021. (Wayback Machine)
- Hrvatsko društvo za zaštitu ptica i prirode

### Engleski jezik
- Svjetska ornitološka baza podataka  Arhivirana inačica izvorne stranice od 20. listopada 2008. (Wayback Machine)
- Internet Bird Collection - Besplatan video materijal o ptičjim vrstama širom svijeta
- Birdlife International - Krovna svjetska organizacija posvećena zaštiti ptica širom svijeta
- Xeno-canto - Snimke glasanja gotovo svih svjetskih ptica

### Ostali jezici
- Društvo za promatranje i proučavanje ptica Slovenije - slovenski BirdLife partner
- Društvo za zaštitu i proučavanje ptica Srbije - srbijanski BirdLife partner

### Drugi projekti
|  | Zajednički poslužitelj ima stranicu o temi Ptice    |
|  | Zajednički poslužitelj ima još gradiva o temi Ptice |
|  | Wikivrste imaju podatke o taksonu Ptice             |